# Xenofrea mariahelenae
Xenofrea mariahelenae es una especie de escarabajo longicornio del género Xenofrea, tribu Xenofreini, subfamilia Lamiinae. Fue descrita científicamente por Tavakilian & Néouze en 2006.

## Descripción
Mide 6 milímetros de longitud.

## Distribución
Se distribuye por Brasil.